# Jayme Alaric de Perpignan
 Jayme Alaric de Perpignan, également connu sous le nom de Jacme Alarich, ambassadeur envoyé par le pape Clément IV et Jacques Ier au grand Khan de Mongolie Abaqa en 1267.
L'empereur byzantin Michel VIII Paléologue avait envoyé sa fille illégitime Marie Paléologue pour se marier à Houlagou Khan, le prédécesseur d'Abaqa Ilkhan de Perse. Houlagou mourut avant son arrivée, elle est alors mariée à Abaqa. Elle est devenue une figure religieuse populaire chez les Mongols, qui avaient précédemment cherché à Doquz Khatun, épouse de Houlagou, un chef religieux. Après la mort de Doquz, ce sentiment s'est tourné vers Marie, qui a été appelée "Despina Khatun".
Clément IV et Jayme I se sont réunis pour cette occasion, devant la possibilité que les Mongols pourraient se joindre aux Européens dans une alliance franco-mongole contre les musulmans. Ils ont envoyé une lettre en 1267, de Viterbo, avec Jacme Alaric de Perpignan comme ambassadeur. C'était une réponse positive aux messages précédents des Mongols, et ils ont informé à Abaqa  sur la prochaine croisade (la huitième croisade).
Jacme Alaric est retourné en en Europe le 1269, accompagné de deux ambassadeurs de la Mongolie, comme il justifie le livre des faits
La lettre avait ce contenu : 

« Les rois de France et de Navarre, en prenant au sérieux la situation en Terre sainte et la protection de la Sainte-Croix, se préparent à attaquer les ennemis de la Croix. Nous avons voulu ajouter que vous avez écrit à votre beau-père (l'empereur grec Michel VIII Paléologue) pour aider les Latins. Nous vous remercions beaucoup, mais nous ne pouvons encore rien dire, avant que vous ayez demandé aux dirigeants quelle est la route à suivre. La passe est votre conseil, afin d'éclairer leurs délibérations et d'informer votre magnificence par le biais d'un message sécurisé, ce qui a été convenu. »

— Lettre du pape Clément IV en 1267 Abagha
.
Quoi qu'il en soit, Abaqa était occupé par les guerres dans d'autres sections de l'Empire mongol, et ne ferait que de vagues promesses d'aide.